# Japhet Kipyegon Korir
Japhet Kipyegon Korir (30 giugno 1993) è un ex maratoneta ed ex mezzofondista keniota.

## Palmarès
| Anno | Manifestazione    | Sede           | Evento         | Risultato | Prestazione | Note |
| ---- | ----------------- | -------------- | -------------- | --------- | ----------- | ---- |
| 2009 | Mondiali di cross | Amman          | Corsa U20      | 5º        | 23'36"      |      |
| 2009 | Mondiali di cross | Amman          | A squadre      | Oro       | 20 p.       |      |
| 2010 | Mondiali di cross | Bydgoszcz      | Corsa U20      | Bronzo    | 22'12"      |      |
| 2010 | Mondiali di cross | Bydgoszcz      | A squadre      | Oro       | 10 p.       |      |
| 2011 | Africani di cross | Città del Capo | Corsa U20      | Oro       | 23'03"      |      |
| 2013 | Mondiali di cross | Bydgoszcz      | Corsa seniores | Oro       | 32'45"      |      |
| 2013 | Mondiali di cross | Bydgoszcz      | A squadre      | Bronzo    | 54 p.       |      |

## Campionati nazionali
2012
- 8º ai campionati kenioti juniores, 5000 m piani - 13'58"75

2013
- 6º ai campionati kenioti di corsa campestre - 35'37"

2015
- 11º ai campionati kenioti, 5000 m piani - 13'55"0

2017
- 19º ai campionati kenioti di corsa campestre - 29'47"

## Altre competizioni internazionali[1]
2008
- Bronzo ai Commonwealth Youth Games ( Pune), 5000 m piani - 14'11"39

2013
- 14º al Doha Diamond League ( Doha), 3000 m piani - 8'10"20
- 6º al Cross de Atapuerca ( Atapuerca) - 29'07"
- 5º al Cross Internacional de la Constitución ( Alcobendas) - 28'41"
- Oro al Northern Ireland International Cross Country ( Antrim) - 28'40"

2014
- Argento al Campaccio ( San Giorgio su Legnano) - 28'22"
- 6º al Cross Internacional de Soria ( Soria) - 31'05"
- Bronzo al Cross Internacional de San Sebastián ( San Sebastián) - 33'22"
- Bronzo al Cross Internacional de la Constitución ( Alcobendas) - 29'01"
- 18º al Cross de Atapuerca ( Atapuerca) - 29'05"

2015
- 4º alla Maratona di Taipei ( Taipei) - 2h19'46"
- 6º alla Greath South Run ( Portsmouth), 10 miglia - 46'16"
- 11º alla World 10K Bangalore ( Bangalore) - 29'44"
- 4º al Birell Grand Prix ( Praga) - 27'48"

2016
- 12º alla Mezza maratona di Copenaghen ( Copenaghen) - 1h01'00"

2017
- 10º alla Mezza maratona di Valencia ( Valencia) - 1h01'25"
- Argento alla 10 km de Port-Gentil ( Port-Gentil) - 28'00"
- 5º al Cross de l'Acier ( Leffrinckoucke) - 30'59"

2018
- 19º alla Mezza maratona di Copenaghen ( Copenaghen) - 1h01'27"
- 8º alla Mezza maratona del Portogallo ( Lisbona) - 1h01'22"
- 12º alla Mezza maratona di Yangzhou ( Yangzhou) - 1h03'45"

2019
- 22º alla Mezza maratona di Lisbona ( Lisbona) - 1h02'46"
- 10º alla Mezza maratona di Cardiff ( Cardiff) - 1h03'41"